# George Wyndham

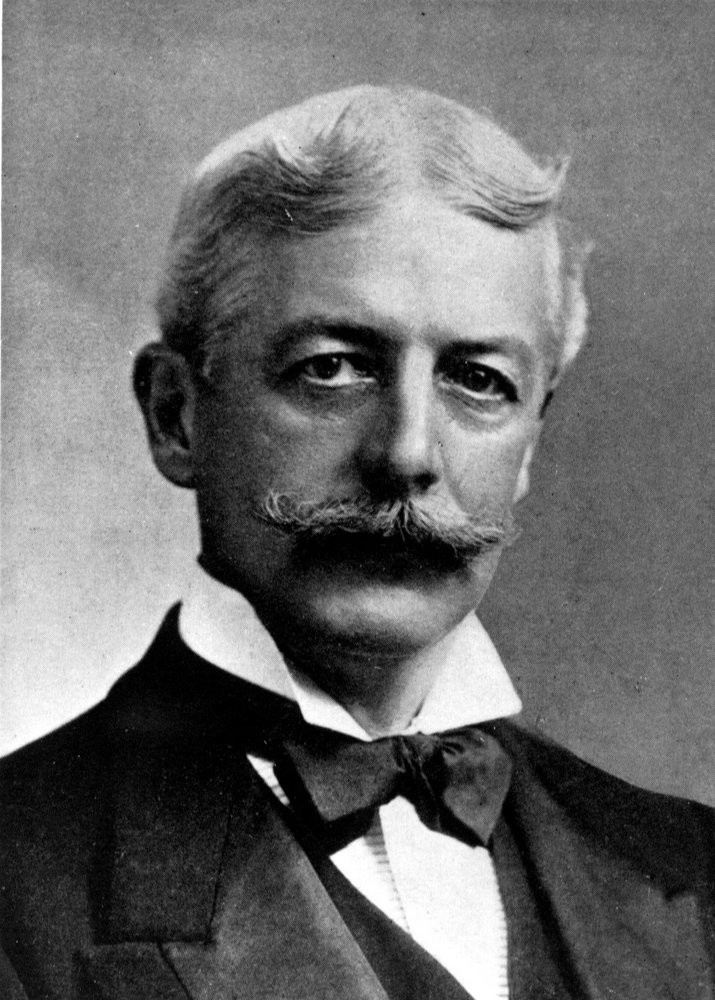
George Wyndham (1905)

George Wyndham, PC, JP (* 29. August 1863; † 8. Juni 1913) war ein britischer Politiker der Conservative Party, der zwischen 1889 und 1913 Mitglied des Unterhauses (House of Commons) sowie von 1900 bis 1905 Irlandminister (Chief Secretary for Ireland) war.

## Leben

### Familiäre Herkunft
Wyndham war das vierte von fünf Kindern von Percy Wyndham, der zwischen 1860 und 1885 ebenfalls Mitglied des Unterhauses war, sowie dessen Ehefrau Madeline Caroline Frances Eden Campbell, einer Tochter von Generalmajor Sir Guy Campbell, 1. Baronet. Sein Großvater väterlicherseits war George Wyndham, der 1859 als Baron Leconfield in den erblichen Adelsstand erhoben und dadurch Mitglied des Oberhauses (House of Lords) wurde.
Seine älteste Schwester Pamela Adelaide Genevieve Wyndham war in erster Ehe mit dem Unterhausabgeordneten und Lord Lieutenant von Peeblesshire Edward Tennant, 1. Baron Glenconner sowie in zweiter Ehe mit Außenminister Edward Grey, 1. Viscount Grey of Fallodon verheiratet. Seine zweitälteste Schwester Madeline Pamela Constance Blanche Wyndham war die Ehefrau von Charles Adeane, der von 1915 bis 1943 Lord Lieutenant von Cambridgeshire war. Seine drittälteste Schwester Mary Constance Wyndham war mit Hugo Charteris, 11. Earl of Wemyss verheiratet, der ebenfalls Abgeordneter des Unterhauses sowie 1918 und 1937 Lord Lieutenant von East Lothian war. Sein einziger und jüngerer Bruder Guy Percy Wyndham war Lieutenant-Colonel im Kavallerieregiment 16th (The Queen’s) Lancers und zwischen 1906 und 1911 Militärattaché an der Gesandtschaft im Russischen Kaiserreich.

### Unterhausabgeordneter und Chief Secretary for Ireland
George Wyndham selbst diente bei den Coldstream Guards unter Herbert Kitchener, dem Gouverneur von Sawakin. Am 12. Juli 1889 wurde er als Kandidat der Conservative Party zum Mitglied des Unterhauses (House of Commons) gewählt und vertrat in diesem bis zu seinem Tode am 8. Juni 1913 den Wahlkreis Dover. Er diente als Lieutenant-Colonel der Cheshire Yeomanry. 1898 übernahm er sein erstes Regierungsamt und fungierte bis 1900 als Unterstaatssekretär im Kriegsministerium (Under-Secretary of War).
Am 9. November 1900 wurde er als Nachfolger von Gerald Balfour als Irlandminister (Chief Secretary for Ireland) in das Kabinett Salisbury III berufen und bekleidete dieses Amt vom 12. Juli 1902 bis zu seiner Ablösung durch Walter Long auch im Kabinett Balfour. Er wurde zugleich 1900 Mitglied des Privy Council (PC). Wyndham, der Friedensrichter (Justice of the Peace) der Grafschaft Cheshire war, erhielt Ehrendoktorwürden im Zivilrecht (Doctor of Civil Law) der University of Oxford sowie als Doktor der Rechte (LL.D.) der University of Edinburgh und der University of Glasgow.

### Universitätsrektor, Ehe und Nachkommen
1902 löste Wyndham Archibald Primrose, 5. Earl of Rosebery als Rektor der University of Glasgow ab und bekleidete dieses Amt bis zu seiner Ablösung durch Herbert Henry Asquith 1905. 1908 wurde er Nachfolger von Richard Haldane als Rektor der University of Edinburgh und übte diese Funktion bis zu seiner Ablösung durch Gilbert Elliot-Murray-Kynynmound, 4. Earl of Minto 1911 aus.
Wyndham heiratete am 7. Februar 1887 Lady Sibell Mary Lumley, eine Tochter von Richard Lumley, 9. Earl of Scarbrough und dessen Ehefrau Frederica Mary Adeliza Drummond. Der aus dieser Ehe hervorgegangene Sohn Percy Lyulph Wyndham diente als Lieutenant bei den Coldstream Guards und fiel am 15. September 1914 im Ersten Weltkrieg fiel.